# Racilia abbreviata
Racilia abbreviata är en insektsart som beskrevs av Willy Adolf Theodor Ramme 1941. Racilia abbreviata ingår i släktet Racilia och familjen gräshoppor. Inga underarter finns listade i Catalogue of Life.